# Tōkoku Kitamura
Tōkoku Kitamura (北村 透谷, Kitamura Tōkoku), né le 29 décembre 1868 et décédé le 16 mai 1894, est un poète et critique littéraire japonais, inspirateur du premier courant romantique japonais dans la deuxième moitié de l’ère Meiji (1868-1912). 

## Biographie
Né Kitamura Montarō, il est issu d’une famille de samurais désargentés de la ville d’Odawara (département de Kanagawa), à proximité de Tōkyō. Il grandit dans la capitale et entre en 1883 à l’École spécialisée de Tōkyō (Tōkyō senmon gakkō), ancêtre de l’Université Waseda. En 1886, il abandonne ses études pour se consacrer brièvement à la politique. Il joue un rôle mineur au sein du Mouvement pour la liberté et les droits du peuple. En 1888, il reçoit le baptême chrétien et se marie. À partir de 1890, il enseigne l’anglais dans plusieurs écoles de la capitale. Il se suicide par pendaison en mai 1894, à l’âge de 25 ans.

## Œuvres
Son premier poème, Soshū no shi (« Le poème du prisonnier »), est publié à compte d’auteur en 1889. Il s’agit du plus long poème en vers libres jamais publié à l’époque au Japon. L’année suivante, il fait paraître une pièce de théâtre en vers Hōrai kyoku (Le drame du Mont Penglai). Parmi ses principales références, figurent Byron, Emerson et Carlyle. Le « romantisme » (romanshugi en japonais) est pour Kitamura l’essence d’une culture occidentale tournée vers la vie, par opposition à une culture bouddhique qui la rejette par peur de la souffrance.
En 1893, Kitamura publie « De la vie intérieure » (Naibu seimei ron) dans la revue Bungakukai (« Le monde littéraire »). Il y défend l’expression individuelle et la primauté de la créativité sur l’imitation des modèles. Écrivant de manière lyrique dans une langue en pleine transformation, il influence des poètes comme Tōson Shimazaki et contribue à une évolution de fond de la sensibilité japonaise.